# کوزا پلازا

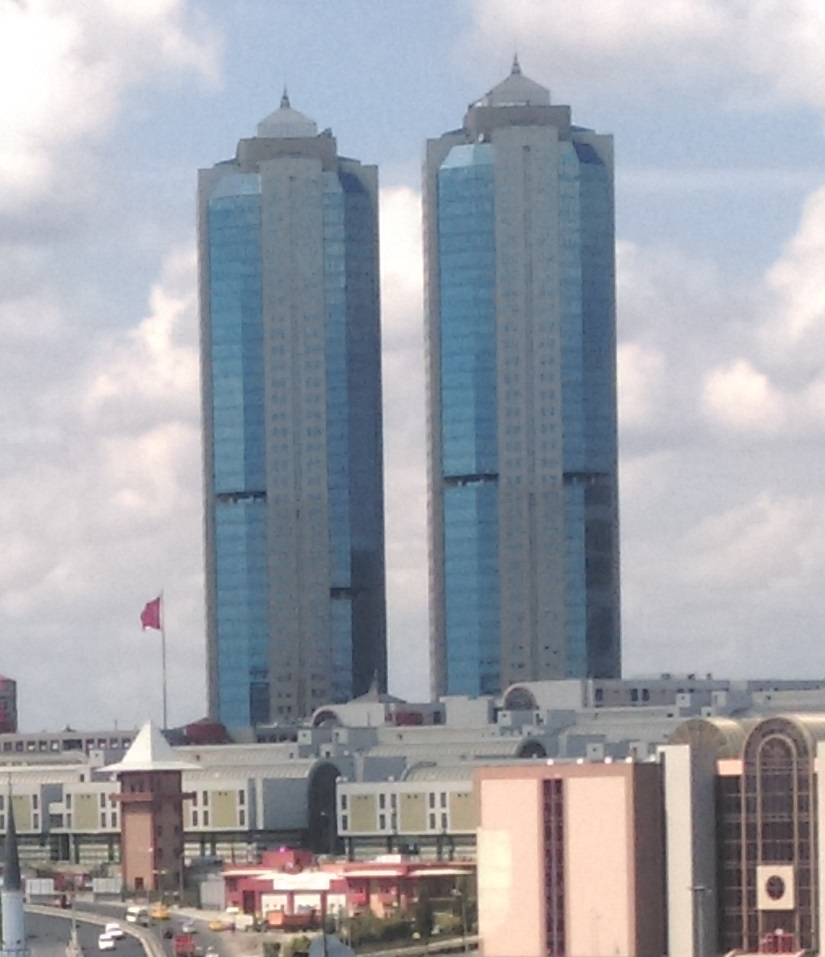
کوزا پلازا

کوزا پلازا (انگلیسی: Tekstilkent Plaza) ساختمان اداری ۴۴ طبقه مستقر در اسنلر، استانبول، ترکیه است، که در سال ۲۰۰۰ احداث گردید.